# Èric Lluent
Èric Lluent (Barcelona, 1986) és un periodista i escriptor català resident a Islàndia.
Graduat en Periodisme, es va formar professionalment a Ràdio Gràcia, a L'independent de Gràcia i a la cooperativa DeBarris. Com a periodista també ha col·laborat a mitjans com la SER Catalunya, Directa, La Vanguardia, eldiario.es o La Marea, ha presentat una secció sobre premsa antiga al programa 'Són 4 dies' de Ràdio 4, i ha dirigit la revista digital El Faro de Reykjavík, un mitjà digital de referència per a la comunitat hispanoparlant que viu a Islàndia. Ha publicat dos llibres sobre el col·lapse econòmic islandès i la posterior onada de protestes, Islàndia 2013. Crònica d'una decepció i Islàndia 2014. El preu del miracle econòmic.
Va començar a visitar Islàndia el 2008 quan essent cap de premsa de la Festa Major de Gràcia de Barcelona, un grup de professores d'espanyol d'Islàndia preparaven un documental sobre festes majors i, fruit de l'amistat, el van convidar a passar el Nadal. En aquell moment va començar el seu vincle amb aquest país. Més endavant, va acabar instal·lant-se i vivint a l'illa, on més enllà del seu treball com a periodista i escriptor, des del 2016 treballà com a guia turístic d'una empresa de renom a Islàndia. I des del 2020 també condueix autocars, com a guia conductor. Com a periodista freelance, col·labora habitualment amb mitjants periodístics catalans.
L'any 2017 va guanyar el Premi de periodisme d'investigació Ramon Barnils en la categoria d'obra inèdita. L'any 2023 va publicar ‘Una mala època. Vida i guerra d'un barceloní nascut l'any 1898’, un assaig històric en què entrellaça grans fets històrics amb històries quotidianes, partint de la vida del seu besavi, Antoni Lluent. I aquest mateix any també va publicar Islàndia, l’illa del vent.